# Fàlacre
Fàlacre (en llatí Falacer) o de forma més completa divus pater falacer va ser, segons la mitologia romana, un antic déu itàlic, segons diu Varró. Alguns erudits pensen que era un epítet de Júpiter, perquè falacer era el nom etrusc del cel.
El seu nom apareix a la ciutat de Falacrinum, una antiga localitat sabina. Tenia dedicat un dels Flamens menors, el Flamen Falacer.